# Cornus hemsleyi
Cornus hemsleyi là một loài thực vật có hoa trong họ Cornaceae. Loài này được C.K.Schneid. & Wangerin miêu tả khoa học đầu tiên năm 1909.